# Helicia peltata
Helicia peltata är en tvåhjärtbladig växtart som beskrevs av Cyril Tenison White. Helicia peltata ingår i släktet Helicia och familjen Proteaceae. Inga underarter finns listade i Catalogue of Life.